# 泰勒·韋德
泰勒·汀恩·韋德（英語：Tyler Dean Wade，1994年11月23日—），為美國職棒大聯盟的工具人，目前效力於聖地牙哥教士。他先前曾效力於洋基、天使與運動家等隊。

## 職業生涯

### 紐約洋基
2013年美國職棒大聯盟選秀，洋基在第4輪選進韋德。2016年，他受邀參加大聯盟春訓，不過開季他從3A出發。該年他在小聯盟的打擊率為2成59，並敲出5轟與27分打點。
2017年春訓，球隊游擊手狄迪·葛雷格里斯受傷，韋德也成功遞補其位置。之後他從3A開季，並在6月27日登上大聯盟。儘管他在3A的打擊率高達3成10，並敲出7轟與31分打點。但他在大聯盟的打擊率只有1成55，明顯受到震撼教育。
2018年，韋德穿上12號球衣，並在球季的第二場比賽擊出個人球季首安。2019年，韋德沒能進入球隊開幕戰名單內。8月31日，洋基兩位內野手Thairo Estrada和吉奧·厄爾薛拉先後受傷，韋德成功進入替補名單。該年他的打擊率為2成45，並敲出2轟與11分打點。2020年，他的打擊率只有1成70，並敲出3轟與10分打點。

### 洛杉磯天使
2021年11月19日，洋基將韋德給指定讓渡。3天後，球隊將他交易到天使，換來一名日後指定球員。

## 個人生活
韋德在他11歲時曾造訪過老洋基球場，也因此他後來成為洋基球迷。

## 外部連結
- 球員資訊和成績在MLB ，ESPN ，Retrosheet ，Baseball Reference ，Baseball Reference (Minors) ，Fangraphs ，The Baseball Cube （英文）
- 泰勒·韋德的X（前Twitter）
- 泰勒·韋德的Instagram帳戶